# Julien Vermote
Julien Vermote é um ciclista profissional belga. Nasceu em Courtrai (Província de Flandres Ocidental), a 26 de julho de 1989.
Antes de ser profissional foi um destacado amador, com vários campeonatos nacionais no seu palmarés. Em 2011 estreiou com a equipa QuickStep, equipa no que permaneceu até 2017. Actualmente faz parte do Cofidis, Solutions Crédits.

## Palmarés
- 2012
- Três Dias de Flandres Ocidental

- 2013
  - 3.º no Campeonato da Bélgica Contrarrelógio

- 2014
  - 1 etapa da Volta à Grã-Bretanha

- 2016
  - 1 etapa da Volta à Grã-Bretanha

## Resultados nas Grandes Voltas e Campeonatos do Mundo
| Carreira           | 2011 | 2012 | 2013  | 2014 | 2015  | 2016  | 2017  | 2018 | 2019 |
| ------------------ | ---- | ---- | ----- | ---- | ----- | ----- | ----- | ---- | ---- |
| Giro d'Italia      | -    | 89.º | 132.º | 88.º | -     | -     | -     | -    | -    |
| Tour de France     | -    | -    | -     | -    | 116.º | 114.º | 139.º | 75.º | -    |
| Volta a Espanha    | -    | -    | -     | -    | -     | -     | -     | -    | -    |
| Mundial em Estrada | -    | -    | -     | -    | -     | -     | Ab.   | -    | -    |

-: não participa

Ab.: abandono

## Equipas
- QuickStep/Omega Pharma/Etixx (2011-2017)
  - QuickStep Cycling Team (2011)
  - Omega Pharma-QuickStep (2012)
  - Omega Pharma-Quick Step Cycling Team (2013-2014)
  - Etixx-Quick Step (2015-2016)
  - Quick-Step Floors (2017)
- Dimension Data (2018-2019)
- Cofidis, Solutions Crédits[1] (2020)